# آدم كراوتش
آدم كراوتش (بالإنجليزية: Adam Crouch)‏ هو سياسي أسترالي، ولد في 16 مايو 1972 بأديلايد في أستراليا. حزبياً، نشط في New South Wales Liberal Party ‏. وقد في 2015 New South Wales state election ‏، انتخب عضو الجمعية التشريعية نيو ساوث ويلز عن دائرة Electoral district of Terrigal ‏ (28 مارس 2015 – ).